# 普萊西卡河
普萊西卡河（烏克蘭語：Плайська），是烏克蘭的河流，位於該國西部外喀爾巴阡州，屬於別爾強卡河的支流，流經佳切夫區，河道全長14公里，流域面積46平方公里。